# Адзуса-Мару
Адзуса-Мару — транспортне судно, яке під час Другої світової війни взяло участь у операціях японських збройних сил на Соломонових островах.
Адзуса-Мару спорудили в 1942 році на замовлення компанії Kansai Kisen.
29 червня 1942-го Адзуса-Мару та ще 12 інших суден вийшли з атола Трук (східні Каролінські острови) та попрямували до Соломонових островів. Тут ще у травні японський десант захопив групу невеликих островів північніше від Гуадалканалу, тепер же вирішили створити на Гуадалканалі повноцінну базу з аеродромом. Для її облаштування на борту суден конвою перевозили 11-й та 13-й будівельні загони (зокрема, на Адзуса-Мару перебувала частина 13-го загону). 6 липня конвой досягнув пункту призначення.
29 грудня 1942-го Адзуса-Мару перебувало на якірній стоянці Віхем у східній частині островів Нова Джорджія (між островами Ванггуну та Нггатокає), за сто вісімдесят кілометрів на північний захід від острова Гуадалканал, за який уже майже п'ять місяців йшли важкі бої. Цього дня група американських літаків з розташованого на Гуадалканалі аеродрому Гендерсон-Філд атакувала стоянку Віхем, потопивши Адзуса-Мару та інше вантажне судно Кіку-Мару.